# Wirus (film 1996)
Wirus – film sensacyjny, thriller polsko-francusko-brytyjski w reżyserii Jana Kidawy-Błońskiego, wyprodukowany w 1996 roku. Film miał premierę 15 października 1996 roku. Zdjęcia kręcono w Warszawie.
Autorem scenariusza jest Maciej Ślesicki, który jednak ostatecznie wycofał swoje nazwisko z czołówki, gdyż uznał, że do jego pomysłu wprowadzono zbyt wiele zmian, żeby mógł się pod scenariuszem podpisać.

## Fabuła
W warszawskim banku dziecko bawiące się komputerem przypadkowo uruchamia utajnione dane. Urzędniczka, która do tego dopuściła, ukrywa sprawę. Dwa tygodnie później w wypadku samochodowym ginie dyrektor banku. W jednym ze szpitali umierają dwie osoby, które podłączono do nowoczesnego komputerowego systemu sterowania. Do telewizji dociera kaseta z wiadomością od nieznanego terrorysty, który informuje, że atak na szpital był tylko drobną demonstracją.
Informatyk Michał przyjmuje propozycję pani prokurator, by został jej niezależnym ekspertem w sprawie. Michał jest zauroczony atrakcyjną i tajemniczą Ewą. Tymczasem terrorysta atakuje system komputerowy Giełdy Papierów Wartościowych w Warszawie oraz system sterowania ruchem podmiejskich pociągów. Badając kod wirusów Michał podejrzewa, że pisze je Stefan – jego przyrodni brat. Kiedy Michał i policjanci przybywają do jego domu, Stefan wysadza się w powietrze. Kilka dni później Michał odkrywa, że Stefanowi udało się uciec i że nadal żyje. Jednocześnie Michał staje się głównym podejrzanym, gdyż wszystkie poszlaki w śledztwie wskazują na niego. Ukrywając się rozumie, że pułapkę zastawiała na niego prokurator. Kontynuuje jednak romans, uważając, że tylko w ten sposób odkryje prawdę.
Terrorysta zaraża wirusem system sterowania ruchem kolejowym i krajowy system bankowy. Policja jest bezradna. Michał odkrywa spisek – wirus ma za zadanie ukryć finansowe machinacje kilku osób będących u władzy. Michała wyznaczono na rolę ofiary. Jednocześnie musi pokonać terrorystę.
Źródło: 

## Obsada
alfabetycznie

### Role główne
- Jan Englert – komisarz Kujawa, ojciec Józka
- Paulina Młynarska – prokurator Ewa
- Cezary Pazura – Michał
- Tomasz Sapryk – Stefan, przybrany brat Michała i kochanek jego żony

### Inne postacie
- Leonard Andrzejewski – strażnik policyjnego parkingu
- Michał Banach – złodziej skutera wodnego Michała
- Jolanta Banak – pielęgniarka
- Marek Barbasiewicz – profesor z BBN
- Wojciech Biedroń
- Witold Bieliński
- Jarosław Boberek – policjant
- Jerzy Bończak – ekspert od wirusów na naradzie
- Barbara Brylska – dyrektorka domu dziecka
- Michał Bukowski
- Dorota Chotecka – kelnerka w pubie
- Paweł Dębicki – policjant (nie występuje w napisach)
- Krzysztof Fus – pracownik dyspozytorni metra
- Aleksander Gawroński
- Piotr Grabowski
- Tomasz Jarosz
- Jan Jurewicz – „Jąkała”, fałszywy policjant
- Jacek Kałucki
- Marek Kępiński – pracownik dyspozytorni PKP
- Kazimierz Kiepke – prezydent
- Zbigniew Korepta – oficer policji na naradzie
- Wojciech Kowman
- Edward Linde-Lubaszenko – dyrektor „Eurobanku”
- Olaf Lubaszenko – Kujawa, kierowca dyrektora „Eurobanku”
- Maciej Kozłowski – człowiek „Grubego”, fałszywy policjant
- Tomasz Łysiak
- Anna Majcher – Marusia „Caryca”
- Janusz Michałowski – złodziej na cmentarzu
- Jerzy Moes
- Czesław Nogacki – „Niższy”, goryl Marusi
- Maciej Orłoś – spiker w telewizji
- Małgorzata Ostrowska – żona Michała, kochanka Stefana
- Janusz Petelski
- Ryszard Pietruski – psychopata w mieszkaniu Ewy
- Mariusz Pilawski
- Eugeniusz Priwieziencew – strażnik w budynku giełdy
- Jolanta Rzaczkiewicz
- Adam Siemion – Piotruś
- Wojciech Skibiński – administrator domu dziecka liczący sanki
- Bogusław Sobczuk – dziennikarz
- Karol Stępkowski
- Bogdan Szczesiak – policjant na miejscu wypadku żony Michała
- Andrzej Szenajch – pracownik dyspozytorni PKP
- Grzegorz Warchoł – „Grubas”
- Tadeusz Wojtych – inspektor policji
- Jerzy Woy-Wojciechowski – przedstawiciel Ministerstwa Zdrowia występujący w TV
- Tomasz Zaliwski – nowy dyrektor „Eurobanku”
- Mirosław Zbrojewicz – agent UOP w dyspozytorni metra
- Piotr Zelt – agent UOP w dyspozytorni metra
- Ilja Zmiejew – Anatolij „Wyższy”, goryl Marusi
- Cezary Żak – złodziej skutera wodnego Michała

Źródło: 